# Station Kadoma-shi
Station Kadomashi (門真市駅, Kadomashi-eki) is een spoorweg- en monorailstation in de Japanse stad Kadoma. Het wordt aangedaan door de Keihan-lijn en de Osaka Monorail. Van de laatstgenoemde is het tevens het eindstation en heeft het stationsnummer 24. Het station bestaat uit twee aparte gedeeltes, daar de lijnen haaks op elkaar staan. Beide lijnen hebben elk twee perrons.

## Lijnen

### Keihan-lijn
| 1 | ■ Keihan-lijn | richting Hirakatashi, Chūshojima, Sanjō en Demachiyanagi    |
| 2 | ■ Keihan-lijn | richting Moriguchishi, Kyōbashi, Yodoyabashi en Nakanoshima |

### Osaka Monorail
| 1, 2 | ■ Ōsaka Monorail-hoofdlijn | richting Minami-Ibaraki, Banpaku-Kinen-Kōen, Senri-Chūō en Ōsaka Kūkō |

## Geschiedenis
Het Keihan-station werd geopend in 1971 onder de naam Shin-Kadoma (Nieuw-Kadoma). In 1976 werd dit veranderd in de huidige naam en in 1997 kreeg de monorail er haar eindstation.

## Overig openbaar vervoer
Er stoppen enkele langeaftandsbussen alsmede een bus van het Keihan-netwerk.

## Stationsomgeving
- Stadhuis van Kadoma
- Bibliotheek van Kadoma
- Verkeersschool van Kadoma
- Kadoma Terminal Hotel
- Kadoma Public Hotel
- Super Hotel Kadoma
- Kadoma Plaza (winkelcentrum):
  - Tsutaya
  - McDonald's
- Izumiya (supermarkt)
- Sunkus
- Daily Yamazaki
- Kadoma Ginza winkelpromenade
- Sumitomo-dōri winkelpromenade
- Kinki-autosnelweg
- Fabriek van Panasonic